# San Buenaventura Tecaltzingo
San Buenaventura Tecaltzingo är en ort i Mexiko.   Den ligger i kommunen San Martín Texmelucan och delstaten Puebla, i den sydöstra delen av landet, 70 km öster om huvudstaden Mexico City. San Buenaventura Tecaltzingo ligger 2 326 meter över havet och antalet invånare är 4 055.
Terrängen runt San Buenaventura Tecaltzingo är platt åt nordost, men åt sydväst är den kuperad. Runt San Buenaventura Tecaltzingo är det ganska tätbefolkat, med 96 invånare per kvadratkilometer. Närmaste större samhälle är San Martin Texmelucan de Labastida, 4,6 km nordost om San Buenaventura Tecaltzingo. Trakten runt San Buenaventura Tecaltzingo består till största delen av jordbruksmark.